# Municipio de Lebanon (condado de Laclede)
El municipio de Lebanon (en inglés: Lebanon Township) es un municipio ubicado en el condado de Laclede en el estado estadounidense de Misuri. En el año 2010 tenía una población de 18580 habitantes y una densidad poblacional de 124,89 personas por km².

## Geografía
El municipio de Lebanon se encuentra ubicado en las coordenadas 37°40′40″N 92°38′13″O / 37.67778, -92.63694. Según la Oficina del Censo de los Estados Unidos, el municipio tiene una superficie total de 148.77 km², de la cual 148.01 km² corresponden a tierra firme y (0.5%) 0.75 km² es agua.

## Demografía
Según el censo de 2010, había 18580 personas residiendo en el municipio de Lebanon. La densidad de población era de 124,89 hab./km². De los 18580 habitantes, el municipio de Lebanon estaba compuesto por el 94.83% blancos, el 1.1% eran afroamericanos, el 0.58% eran amerindios, el 0.59% eran asiáticos, el 0.06% eran isleños del Pacífico, el 0.62% eran de otras razas y el 2.23% pertenecían a dos o más razas. Del total de la población el 2.38% eran hispanos o latinos de cualquier raza.